# محسن صرامی فروشانی
محسن صرامی فروشانی(۱۳۴۹- ۲۵ خرداد ۱۴۰۳)، نمایندهٔ دورهٔ نهم مجلس شورای اسلامی و عضو کمیسیون اقتصادی مجلس شورای اسلامی از حوزهٔ انتخابیهٔ خمینی‌شهر در استان اصفهان بود. او مدتی رئیس مجمع نمایندگان استان اصفهان بود. وی دارای مدرک کارشناسی بیولوژی و زیست‌شناسی می‌باشد.

## رد صلاحیت
وی که برای دهمین دوره انتخابات مجلس شورای اسلامی کاندید شده بود؛ صلاحیتش از سوی شورای نگهبان رد شد.
محسن صرامی جزو فهرست نامزدهای مورد حمایت ائتلاف اصلاح‌طلبان استان اصفهان بود.